# زنبار البحر
زنبار البحر أو هلام البحر الصندوقي (الاسم العلمي: Chironex fleckeri) وينطق حرفيًا كيرونيكس فليكر، هو قنديل بحر مكعب. تتراوح أحجام هذا الكائن حسب الأنواع حيث أن أصغر الأنواع لا يزيد عن بضع سنتيمترات ولكن قد تتجاوز أكبر الأنواع منها 6,3 أقدام أي أكثر من (180 سم) عرضاً مع اللوامس الطويلة بما يتناسب مع حجمه. يتغذى بشكل عام على بيوض ويرقات الأسماك كما أنه يتغذى على الهائمات الأخرى من العوالق البحرية الحيوانية وبالعادة يتواجد في فترات الصيف نظراً لوفرة الغذاء كما أنه يعتبر غذاء لبعض الكائنات الأخرى مثل السلاحف البحرية وبعض الأنواع القليلة من الأسماك. هذا النوع سام جداً (عالي السمية).

## السُمية
تستطيع القضاء على حياة الإنسان (غير المُعالج) في 3 دقائق وتسجل تواجدها قبالة سواحل أستراليا وبعض المناطق من العالم ويقال أن السمية في فرد واحد من هذه القناديل البحرية كافي لأن يقتل 60 إنساناً بالغاً.

## الاسم
تمت تسميته كيرونيكس فليكر تيمنَا بـهوغو فليكر طبيب الأشعة والسموم في ولاية كوينزلاند الشمالية. في 20 يناير 1955، عندما توفي طفل يبلغ من العمر 5 سنوات بعد أن تم لسعه في المياه الضحلة في كاردويل، شمال ولاية كوينزلاند، وجد فليكر ثلاثة أنواع من قناديل البحر. كان واحدا منها مجهولة الهوية: قنديل بحر على شكل مربع مع مجموعات من المجسات الظاهرة من كل زاوية. أرسل فليكر إلى الدكتور رونالد ساوثكوت في أديلايد، وفي 29 ديسمبر 1955 نشر ساوثكوت مقالته مقدمَا هذه القناديل على أنها جنس ونوع جديد من قناديل البحر المربعة القاتلة. وأطلق عليها اسم كيرونيكس فليكر، اسم مشتق من اليونانية كيرو معنى يد، واللاتينية نيكس معنى قاتل، وفليكر تكريمَا للمكتشف.

## الوصف
ك. فليكر هو من أكبر الـكابوزونز (التي يطلق عليها قناديل بحر مكعبة)، وكثير منها قد تحمل السم على نحو مماثل. جرسها ينمو إلى نحو حجم كرة السلة. يوجد في كل ركن من الأركان الأربعة جرس يتدلى منه عنقود من 15 مخلب. لدى الجرس الأزرق الشاحب علامات باهتة. عند النظر إليها من زوايا معينة، فإنه يحمل شبه غريب إلى حد ما إلى رأس الإنسان أو الجمجمة. وبما أنه شفاف تقريبا، يكاد يكون من المستحيل أن نرى هذا المخلوق في بيئته، مما يشكل خطراً بالغا ًعلى السباحين.
عندما تسبح قناديل البحر، تنقبض المجسات بحيث تكون حوالي 15 سم طولاً، وحوالي 5 ملم في القطر. وعندما تصطاد، تكون المجسات أرق وتمتد إلى حوالي 3 متر طولاً. تغطَي المخالب بتركيز عال من الخلايا اللاسعة تدعى سندوسايتس، والتي يتم تفعيلها من خلال الضغط ومحفز كيميائي؛ تتفاعل المخالب مع المواد الكيميائية البروتينية. تصطاد قناديل بحر مكعبة نهارًا؛ ويُروا في الليل مُرتاحين في قاع المحيط، على ما يبدو نائمين. ومع ذلك، لا تزال نظرية النوم هذه تُناقش.
كما هو الحال مع قناديل بحر مكعبة لدي ك. فليكر أربعة مجموعات من العيون بمجموع 24 عين. بعض هذه العيون تبدو قادرة على تشكيل الصور، ولكن ما إذا كانت تستطيع التعرف على كائن أو تتبع كائن ما زالت موضع نقاش؛ بل هو أيضا غير معروف كيف تتم معالجة المعلومات الواردة من حاسة اللمس والعين مثل التحقق من الهياكل الضوئية نظرا لعدم وجود الجهاز العصبي المركزي.
خلال سلسلة من الاختبارات من قِبل كبار علماء الأحياء البحرية بما في ذلك خبير قناديل البحر الأسترالية جيمي سيمور، وُضع قنديل بحر واحد في حوض. ثم، تم وضع قطبين لونهم أبيض في الحوض. بدى ان المخلوق غير قادر على رؤيتهما وسبح مباشرة اليهم، وادى هذا إلى إسقاطهم. ثم، تم وضع أعمدة سوداء مماثلة في الحوض. هذه المرة، كان واضحَا أن قنديل البحر لاحظها، وسبح حولهم مشكلاَ رقم ثمانية. وأخيرا، لمعرفة ما إذا كان هذا النوع من القناديل قادر على رؤية الألوان تم وضع قطب أحمر واحد في الحوض. عندما لاحظ القنديل القطب الموجود في حوضه، صُدم به وظل في الطرف البعيد للحوض. مذهولون بذلك، اعتقد الخبراء انهم عثروا على طارد لهذا المخلوق وقاموا بتقديم فكرة شبكات الأمان الحمراء للشواطئ (وعادة ما تستخدم هذه الشباك للحفاظ على قناديل البحر بعيدا، ولكن الكثير لا يزال يستطيع العبور من خلالها). وتم إعادة الاختبار على قنديل البحر إيروكانجي والأنواع السامة الأخرى من قناديل البحر المكعبة، وكانت النتائج مماثلة.

## التاريخ العلاجي للسعة
حتى عام 2005، تضمن العلاج استخدام ضمادات ضاغطة، بهدف منع انتشار السم من خلال الغدد الليمفاوية والدورة الدموية. لم يعد يوصى هذا العلاج من قبل السلطات الصحية، وذلك بسبب الأبحاث التي أظهرت أن استخدام الضمادات الضاغطة على النسيج المتضرر يحفز تفريغ الأكياس المحتوية على خلايا لاسعة والتي يطلقها القنديل في الجرح.
حتى عام 2014، كان الخل علاج موصى به لأن الخل (4-6٪ حمض الخليك) يعطل بشكل دائم الأكياس المحتوية على الخلايا اللاسعة غير المنطلقة، ويمنعها من أن تَفتح وتَطلق السم. لم يعد يوصى باستخدام الخل لأنه تَبين في المختبر أنه بينما يعطل الخل الخلايا الللاسعة غير المنطلقة، فإنه يتسبب في جعل الخلايا اللاسعة التي تم إطلاقها بالفعل (لا تزال تحتوي على بعض السم) في إطلاق السم المتبقي.